# Capuder
Capuder je priimek v Sloveniji, ki ga je po podatkih Statističnega urada Republike Slovenije na dan 1. januarja 2010 uporabljalo 264 oseb in je med vsemi priimki po pogostosti uporabe uvrščen na 1.555. mesto.

## Znani nosilci priimka
- Andrej Capuder (1942—2018), književnik, literarni zgodovinar - romanist, prevajalec, univ. profesor, politik in diplomat
- Danilo Capuder (1920—1943), domobranski poročnik
- Donata Capuder (1913—1998), doktorica prava
- Franc Capuder (*1962), politik, potresni inženir
- France Capuder (1902—1978), profesor, publicist, kulturni organizator v Kamniku
- Gašper Capuder (*1987), slikar
- Ivan Capuder ("Kmetičev Ivan"), literat-vajevec
- Jelo (Gabrijel) Capuder - Capo (?—1943), poveljnik bizoviške postojanke MVAC, morilec prvih žrtev na sv. Urhu
- Jure Capuder, dipl. filozof in naturopat
- Karel Capuder (1879—1960), zgodovinar, geograf, šolnik, prosvetnokulturni delavec
- Lojze Capuder (1923—2002), slikar samorastnik, organiztor, mentor
- Maja Capuder (por. Maja Žvanut) (*1948), zgodovinarka in umetnostna zgodovinarka
- Maja Štembal Capuder, arhitektka
- Majda Capuder (r. Dekleva) (*1941), bibliotekarka, prevajalka
- Nataša Burger (r. Capuder) (*1968), igralka
- Neva Capuder Grce (1969—2023?), kiparka, pravljičarka
- Peregrin Capuder (1879—1915), glasbenik, zborovodja, skladatelj
- Peter Capuder, Sokol, izseljenski športni organizator v Argentini v 30. letih 20. stoletja
- Rok Capuder (*1984), profesor fizike na Gimnaziji Vič, mentor in vodja Zavoda 404, umetnik
- Sonja Weiss (r. Capuder) (*1975), klasična filologinja in filozofinja, prevajalka
- Stanislav Capuder, kartuzijan, mag.
- Tatjana Capuder (*1960), arhitektka, publicistka, glasbenica
- Tomaž Capuder - Capo, mehanik, predelovalec motorjev (eden najboljših na svetu)